# Тънък пясъчен гущер
Тънките пясъчни гущери (Meroles anchietae) са вид влечуги от семейство Гущерови (Lacertidae).
Разпространени са в пустините на югозападна Африка.
Таксонът е описан за пръв път от португалския зоолог и политик Жузе Висенти Барбоза ду Бокаже през 1867 година.